# محمد أحمد زاده
محمد أحمد زاده (بالفارسية: محمد احمدزاده) هو مدرب كرة قدم ولاعب كرة قدم إيراني في مركز الوسط، ولد في 10 يناير 1961 في بندر أنزلي في إيران. شارك مع منتخب إيران تحت 20 سنة لكرة القدم ومنتخب إيران لكرة القدم. أما مع النوادي، فقد لعب مع نادي بانك تجارت ونادي ملوان.